# بچه رئیس: بازگشت به کار
سریال بچه رئیس مجموعه پویانمایی رایانه‌ای است که در نتفلیکس پخش می‌شود و توسط دریم‌ورکس انیمیشن تولید شده‌ است.
فصل اول این انیمیشن در سال ۲۰۱۷ و فصل دوم در سال ۲۰۱۸ در شبکه نتفلیکس پخش شد.
فصل سوم نیز در سال ۲۰۱۹ ساخته و در سال ۲۰۲۰ منتشر شد. فصل چهارم هم در سال ۲۰۲۰ و ۲۰۲۱ ساخته و پخش شد. در تلویزیون ملی ایران ، شبکه کودک همه فصل‌های این انیمیشن را با دوبله فارسی پخش کرده است.

## خلاصه داستان

### فصل اول
بچه رئیس که به‌تازگی به خانوادهٔ تمپلتون وارد شده، همچنان در شرکت خود ریاست می‌کند.
او به کمک همکاران کوچک خود در شهر: جیمبو، استیسی، سه‌قلوها و از همه مهمتر تیمی، برادر بزرگتر خود، سعی می‌کند مأموریت‌هایی را که شرکت به او محول می‌کند به‌خوبی انجام دهد. کار بچه رئیس در «کودک‌شرکت» ترویج عشق به بچه‌ها در میان مردم است، تا مردم عاشق نی‌نی‌ها شوند و آنها را به حیوانات خانگی ترجیح داده و در خانهٔ خود به جای اینکه حیوان خانگی بیاورند یک نی‌نی جایگزین کنند. اما «مگا تپلی» که مدیرعامل شرکت است و همیشه به بچه رئیس حسودی می‌کند، دلش نمی‌خواهد گروهِ بچه رئیس، در کار خود موفق باشد و به‌دنبال روزی است که بتواند به‌عنوان مدیرعامل، بچه رئیس را از کار اخراج کند. مردی به‌نام بوتسی کالیکو که توسط گربه‌ها بزرگ شده حالا گروهی از گربه‌ها را هدایت می‌کند. او سرانجام با گربه‌هایش به کودک‌شرکت حمله می‌کند اما شکست می‌خورد و مگا تپلی هم از شرکت اخراج می‌شود.

### فصل دوم
بچه رئیس به اتاق هیئت مدیره می‌رود، تا ببیند رئیس است یا نه اما هیئت مدیره فرد دیگری را انتخاب کرده بودند: «بچه رئیس سوپراستار یقه اسکی».
او سرم ضد بو را معرفی می‌کند ولی فقط یک لیتر از آن وجود دارد. از طرفی پیرمردی به‌نام فردریک استیس و تعدادی دیگر از افراد مسن نقشه‌هایی برای بچه‌ها دارند. در انتها فردریک استیس سرم ضد بو را می‌دزدد و بچه رئیس سوپر‌استار یقه اسکی به کارکنان اعلام می‌کند کسی که سرم را کشف کند، مدیر‌عامل می‌شود. بچه رئیس برنده می‌شود اما بچه رئیس سوپراستار یقه اسکی توسط فردریک استیس دزدیده می‌شود. بچه رئیس و همکارانش می‌روند تا او را نجات دهند اما متوجه می‌شوند بچه رئیس سوپراستار یقه اسکی در واقع یک پیرزن قد کوتاه و همسر فردریک استیس است.

### فصل سوم
هیئت مدیره بچه رئیس را اخراج می‌کند و او خانه‌نشین می‌شود اما با بچه‌های همسایه و دشمن قدیمی خود «بچه رئیس تپل مپلی و قلمبه» دوست می‌شود و گروه جدیدی با برادرش تشکیل می‌دهد تا به کودک‌شرکت برگردد. او با یک شرکت مراقبت از بچه آشنا می‌شود که رئیس آن فقط به دنبال پول است و چیز دیگر برایش مهم نیست بنابراین آنها دست به‌کار می‌شوند تا این شرکت را نابود کنند.

### فصل چهارم
بچه رئیس دوباره استخدام شده و به‌عنوان مدیرعامل معرفی شده‌ است. در‌حالی‌که بچه رئیس می‌کوشد ۱۰۰ درصد عشق مردم جهان را برای بچه‌ها به‌دست آورد، در این فصل در شرکت علاوه‌بر بچه‌ها، توله‌سگ‌ها و دشمن قدیمی بچه رئیس رهبر سگ‌ها و همچنین بچه‌های مهد کودکی حضور دارند، با ۳ دشمن اصلی مواجه می‌شود که هر سه دشمن قصد تصرف کردن کودک‌شرکت را دارند: بچه مشاوری که می‌خواهد جای بچه رئیس را بگیرد، توله‌سگ‌ها (شرکت سگ‌ها) و پیگ و تم که در یک برنامه تلویزیونی هستند قصد این کار را دارند. در این فصل بچه بوم نیز باعث خرابکاری‌هایی می‌شود و تیم بچه رئیس او را اخراج می‌کنند. همچنین بچه رئیس در فصل ۴ بازنشسته می‌شود و استیسی جانشین او می‌شود که مقدمه‌ای بر فیلم بچه رئیس: کسب‌و‌کار خانوادگی (۲۰۲۱) می‌باشد که در آن فیلم تدی (بچه رئیس) به همراه تیم تمپلتون بزرگ می‌شوند.

## بازیگران
- جی. پی کارلیاک به عنوان تئودور لیندسی «تد» تمپلتون جونیور / بچه رئیس (نقش اصلی)
- پیرس گاگنن به عنوان تیموتی لسلی «تیمی» تمپلتون (برادر بچه رئیس)
- دیوید وی. کالینز به عنوان ثیئودور لیندسی تمپلتون سینیور. (پدر بچه رئیس)
- هوپ لوی به عنوان جانیس تمپلتون (مادر بچه رئیس)
- کوین مایکل ریچاردسون به عنوان جیمبو (کارمند بچه رئیس)
- الکس کازارس به عنوان استیسی
- اریک بل جونیور به عنوان سه قلوها
- نورا دان به عنوان جیجی (فصل ۲)
- سینتیا اریوو به عنوان رئیس سوپراستار یقه اسکی (فصل ۲)
- ویکتور ریدر-وکسلر به عنوان فردریک استیس (فصل2)
- فلولا بورگ به عنوان مگا فت
- جیک گرین به عنوان بوتسی کالیکو (فصل ۱)
- سارا-نیکول روبلز به عنوان مریسول
- دیوید لادگی به عنوان مگنوس
- براندون اسکات به عنوان هندرشات
- کاری والگرن به عنوان مارشا کرینکل
- جاستین فلبینگر به عنوان دنی پتراسکی
- پیتر کار در نقش فین (فصل ۴)

## انتشار
این مجموعه برای اولین بار در نت‌فلیکس در تاریخ ۶ آوریل سال ۲۰۱۸ پخش شد.